# Sturmmann
Sturmmann – stopień obowiązujący w SS (później w Allgemeine SS) i SA, na który awansowani byli członkowie organizacji, którzy w czasie pierwszych sześciu miesięcy służby nie otrzymali nagany. Jego odpowiednikiem w Waffen-SS był stopień SS-Oberschütze. Pełna nazwa różniła się zależnie od organizacji. W SA brzmiała „SA-Sturmmann”, a w SS „SS-Sturmmann”.

Oznaczenia stopni SS-Sturmmanna
Naramiennik
Patki kołnierzowe SS-Sturmmanna
Naszywka na rękaw